# Оносма красильная
Оно́сма краси́льная (лат. Onosma tinctoria) — вид цветковых растений рода Оносма (Onosma) семейства Бурачниковые (Boraginaceae).

## Ботаническое описание
Двулетнее травянистое дернообразующее растение. Цветоносы высотой 20—70 см. Каждое растение имеет несколько таких стеблей. Стебли прямостоячие, сильно ветвящиеся, покрыты волосками в виде щетинок 1—3 мм длиной. Нижние листья 3—15 см длиной и 3—15 мм шириной, удлинённые или удлинённо-лопатовидные, у конца и основания опушены комковатыми щетинками. Также опушены листовые края и главная жилка.
Соцветия сильно ветвятся. Цветоножки 1—2 мм длиной, прицветники примерно той же длины, что и чашечка. Изначально она имеет длину 6—11 мм, в процессе созревания цветка вытягиваясь до 12—20 мм. Венчик 8—12 (реже до 15) мм длиной, бледно-жёлтый, часто с пурпурными пятнами, голый или чуть опушённый. Его длина составляет примерно 1 1/3 длины чашечки.
Плод — гладкий орешек 3—4 мм длиной.

## Распространение
Вид широко распространён на территории бывшего СССР до 53° с.ш.